# 鈴木頂行
鈴木 頂行（すずき ちょうぎょう、1780年(安永8年) - 1825年(文政8年)）は、下総国水海道村宝洞宿（現・常総市水海道宝町）出身の学者。名前は、「みねなり」とも読む。通称、鈴木忠八。富士講から分かれた不二道の指導者として知られる。

## 生涯
鈴木頂行は安永8年、水海道村宝洞宿の商家・釜忠に生まれた。少年のころ既に石田梅岩（江戸時代の思想家・倫理学者）の提唱した石門心学を学んでいたが、その後、32歳で、武州鳩ヶ谷村の人で富士講の行者だった小谷三志(鳩谷三志)の不二講の教えに共感し、その門人となった。文政8年(1825年)自ら布教のために京都に上ろうとし、途中、東海道見付宿で病没した。その年の7月のことで、享年47歳だった。
頂行は不二道の教えをまとめた解説書「勧善録」を著し、不二道の教えである相互扶助・勤労奉仕精神を説き広めた。不二道の信者はこの教えの実践の一つとして、道路や河川の普請改修にも参加した。

## 没後
頂行の遺志はその遺子忠八が継承し、彼は号を三貞と称して富士講の行者となり、自ら二代目頂行を名乗って布教活動を行った。彼は幕府が、富士講に対して反体制的な結社として弾圧を加えているのに抗議し、嘉永2年(1849年)信仰の自由を求めて幕府に抗議した。

## 著作
- 『勧善録』(頂行三達)
- 『家宝伝』- 利益追求を戒めるなど商いの心得の他、男女平等の教えなどを記載。二宮尊徳もこれの写本を入手した。写本は小田原の報徳博物館に所蔵[4]。

鳩ヶ谷市文化財保護委員会編集の『鳩ヶ谷市の古文書 第9集・小谷三志門人著作集1 鈴木頂行集』1983年がある。